# Antoni Melchior Fijałkowski

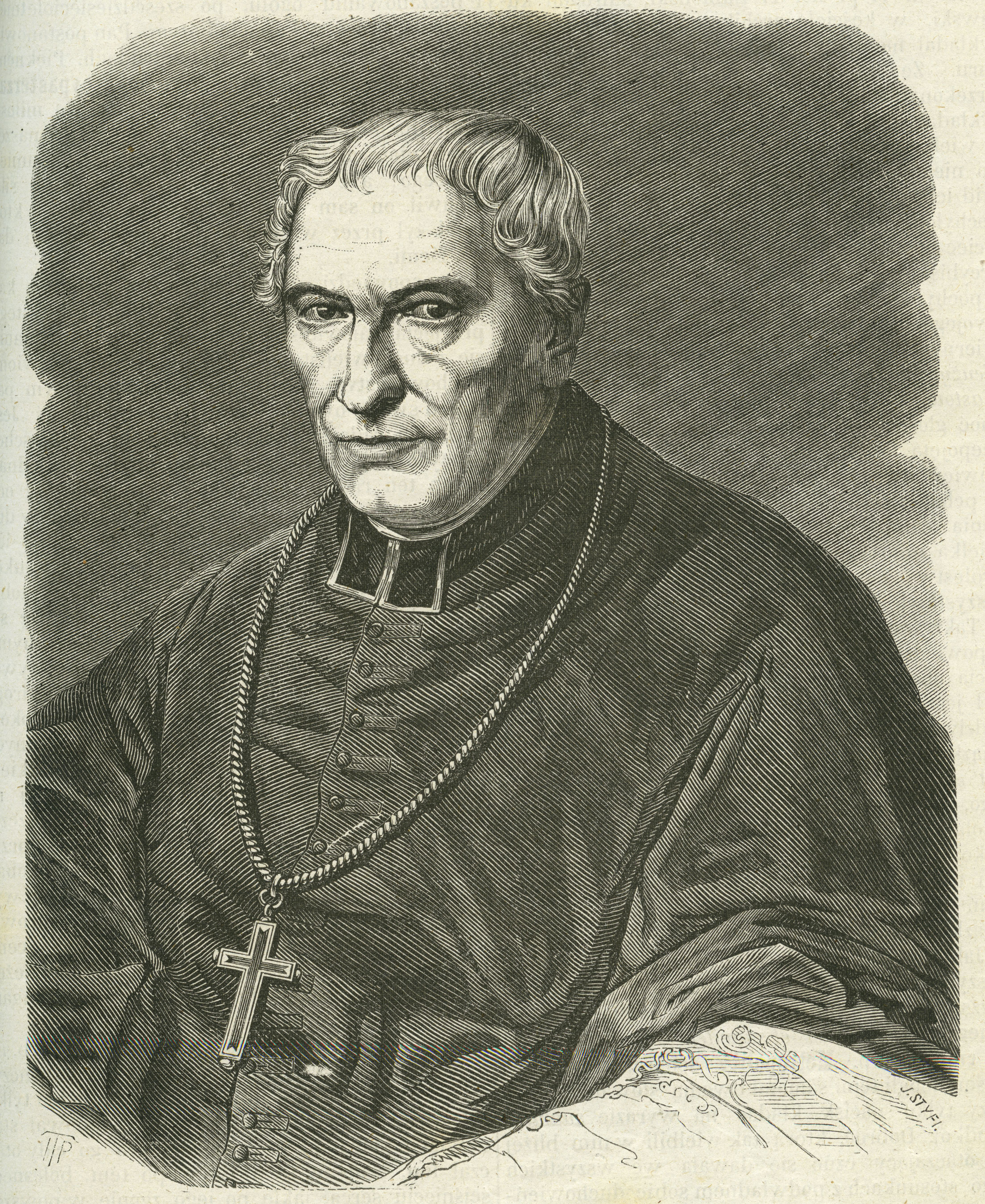
Antoni Melchior Fijałkowski

Fijałkowscy

Antoni Melchior Fijałkowski (* 3. Januar 1778 in Zielomyśl (Zielomischel), Gemeinde Pszczew (Betsche); † 5. Oktober 1861 in Warschau) war Erzbischof von Warschau, Patriot und ein geistiger Führer im geteilten Polen.

## Leben
Antoni Melchior Fijałkowski, ein polnischer Adeliger, Sohn von Stefan und Beata aus dem Geschlecht „Fijałkowski“ Er besuchte das Priesterseminar in Gnesen und wurde 1801 zum Priester geweiht. Während seiner Kaplanszeit beteiligte er sich an einem Aufstand der Rebellenarmee. 1811 wurde er Mitglied des Domkapitels von Włocławek und später von Płock. Am 27. Januar 1842 wurde er zum Weihbischof in Płock  und gleichzeitig zum Titularbischof von Hermopolis Maior ernannt. Konsekriert wurde er am 15. Mai 1842. Im Jahre 1844 wurde er Apostolischer Administrator des Erzbistums Warschau. Papst Pius IX. bestätigte am 18. September 1856 die Ernennung Fijałkowskis zum Erzbischof von Warschau. Er ließ ihm durch Tadeusz Łubieński, dem Weihbischof in  Kujawien-Kalisz das Pallium des Erzbischofs überreichen. Der Titel „Primas von Polen“ wurde ihm von den politischen Machthabern Preußens sowie Russlands (Teilung Polens 1795) verwehrt.
Nach der blutigen Unterdrückung der patriotischen Manifestationen (fünf Tote und zehn Verletzte) am  27. Februar 1861 auf dem Warschauer Schlossplatz durch die russische Armee, protestierte Erzbischof Fijałkowski beim Gouverneur des Zaren; es war der Beginn landesweiter patriotischer Manifestationen. Dank seiner Haltung wurde Fijałkowski als Führer der Nation anerkannt.
Antoni Melchior Fijałkowski starb am 5. Oktober 1861 und wurde in der Krypta der Johanneskathedrale in Warschau beigesetzt. Das Begräbnis des „tatsächlichen Primas des polnischen Königreichs“ mit Tausenden von Menschen wurde zu einer großen patriotischen Demonstration (die größte vor dem Januaraufstand) in der gesamten polnischen Gesellschaft. Als Reaktion darauf musste der damalige kaiserliche Statthalter Lambert das Kriegsrecht in dem polnischen Königreich erklären.